# Resublimieren

Phasendiagramm eines „gewöhnlichen“ Stoffes und des Wassers

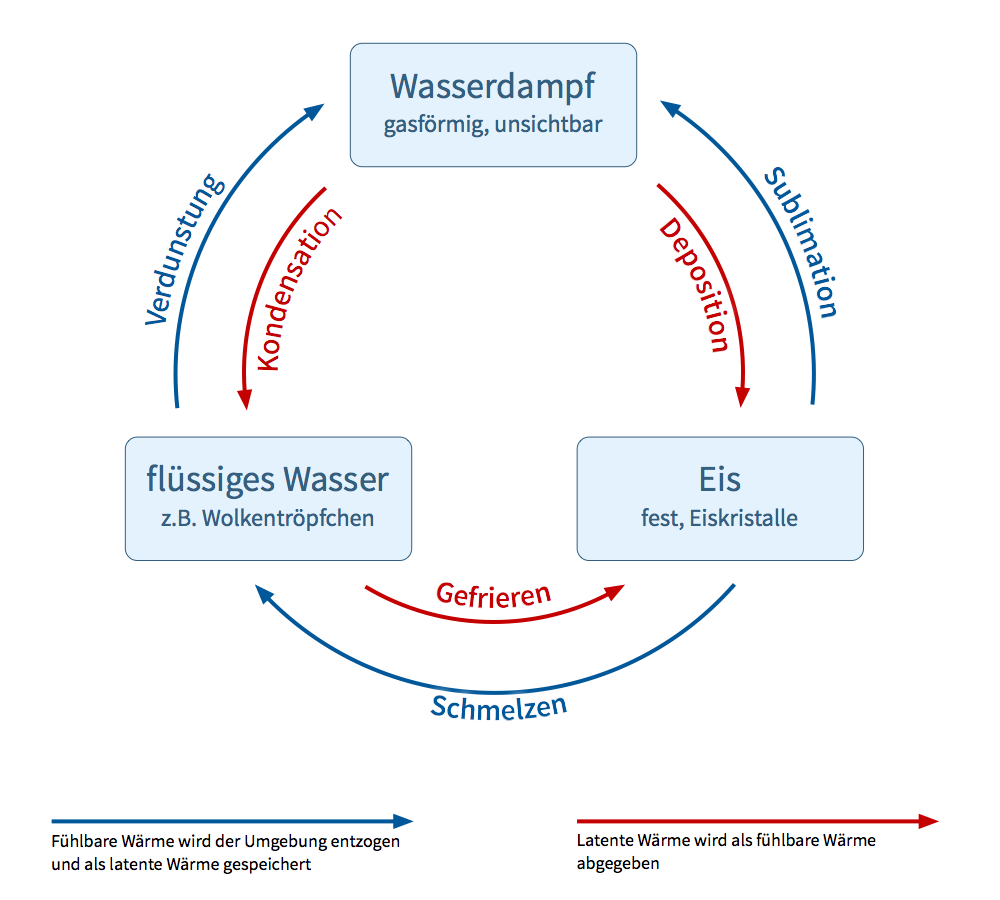
Übersicht der Phasenübergänge des Wassers

Als Resublimieren werden verschiedene Vorgänge bezeichnet:
- In der Thermodynamik das unmittelbare Übergehen eines Stoffes vom gasförmigen in den festen Aggregatzustand (Phasenübergang). Die Phasenumwandlung in Gegenrichtung bezeichnet man als Sublimation.
- Eine Methode der Stoffreinigung und der Stofftrennung, bei der ein Sublimationsvorgang mehrfach nacheinander durchgeführt wird.

In diesem Artikel ist der Phasenübergang beschrieben, der auch als Resublimation, Desublimation, Solidifikation oder Deposition bezeichnet wird.
Bei den Druck- und Temperaturbedingungen, bei denen eine Resublimation auftritt, existiert kein flüssiger Aggregatzustand, wie im Phasendiagramm rechts ersichtlich. Man bezeichnet diese Bedingungen auch unabhängig von der Richtung der Phasenumwandlung als Sublimationsdruck und Sublimationstemperatur, beziehungsweise als Sublimationspunkt. Dieser wiederum ist ein Teil der Sublimationsdruckkurve des Phasendiagramms, die im nebenstehenden Beispiel die Phasengrenzlinie zwischen Feststoff und Flüssigkeit unterhalb des Tripelpunktes darstellt.
Jeder Stoff setzt bei seiner Resublimation die so genannte Sublimationsenthalpie frei, die gleich der Summe aus Schmelzenthalpie und Verdampfungsenthalpie ist.

## Beispiele
Die Resublimation lässt sich beispielsweise im Gefrierfach eines Kühlschranks beobachten. Das als Wasserdampf in der Luft enthaltene Wasser wird im Kontakt mit den kalten Wänden unmittelbar fest, ohne dass sich zuvor flüssiges Wasser ausbildete. Das Resultat ist ein vereistes Kühlfach, das von Zeit zu Zeit abgetaut werden muss.
Weitere Beispiele sind die Bildung von Eisblumen sowie das Entstehen von Raureif und Polarschnee.
In der Dünnschichttechnologie beruhen verschiedene Techniken der physikalischen Gasphasenabscheidung auf der Resublimation von Materialdampf auf einer Substratoberfläche.